# Piedade do Ouro
Piedade do Ouro ou apenas Piedade é um povoado e um distrito informal predominantemente rural do município brasileiro de Itapetim. É onde está o ponto continental mais setentrional do estado de Pernambuco: o sítio Lagoa de Dentro, também chamado de Fava de Cheiro (IBGE 2010) ou Tombador (IBGE 2022). O seu território abrange uma diversidade de sítios, comunidades e povoados. Pelo motivo de haver muitas comunidades isoladas e sítios abandonados, não se sabe ao certo o número de domicílios e/ou residentes no local, mas estima-se que o valor esteja na casa das centenas. O rendimento médio dos seus moradores é de aproximadamente R$165,52.

Atualmente, o distrito de Piedade é administrado pelo prefeito Adelmo Alves de Moura, o qual foi eleito em novembro de 2020.

## Toponímia
O nome do distrito na sua forma extensa é: Nossa Senhora da Piedade do Ouro, mas não oficialmente. “Piedade” deriva-se de “Nossa Senhora da Piedade”, enquanto o topônimo “Ouro” vem de uma mina descoberta na região, a qual, atualmente, encontra-se desativada.

## Geografia, Clima e Vegetação

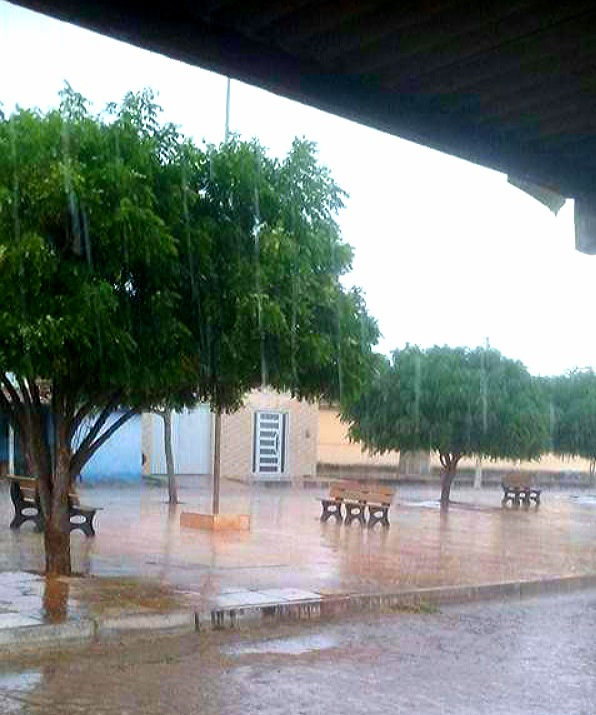
Pancada de chuva na comunidade do Sítio Pimenteira, no dia 30 de abril de 2018.

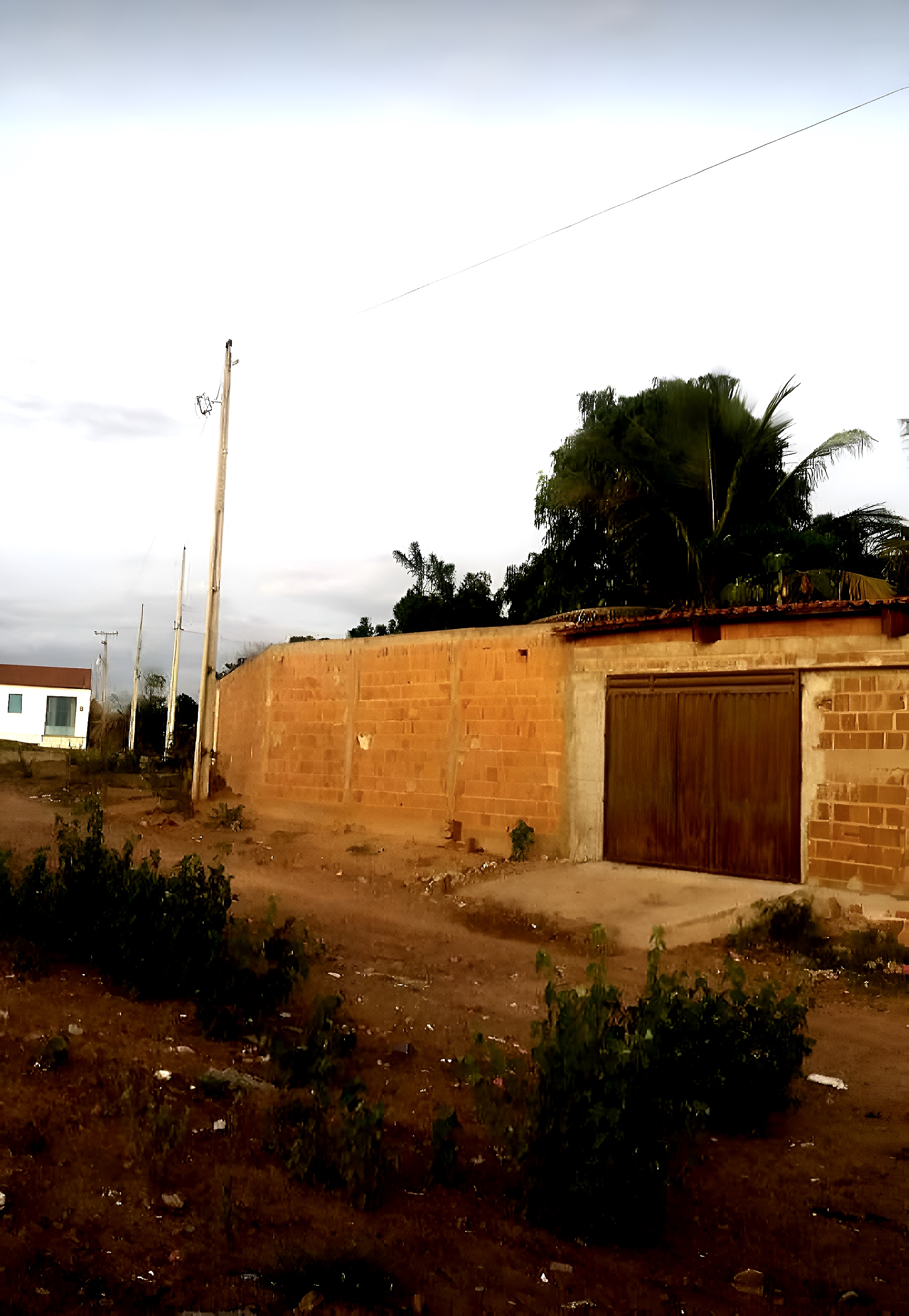
Comunidade do Sítio Pimenteira durante a época chuvosa (maio de 2018)

O clima predominante tanto no Sertão nordestino quanto no distrito de Piedade é o semiárido. Caracteriza-se por chuvas volumosas no inverno - principalmente entre os meses de março a maio - e longas estiagens no verão, porém o nível de precipitação é muito influenciado pelos fenômenos La Niña e El Niño.
Já o bioma da região onde está localizado é chamado de Caatinga. A qual possui uma vegetação diversificada que pode variar dependendo do relevo, tipo de solo e da época do ano.

## Atrações turísticas e pontos de referência

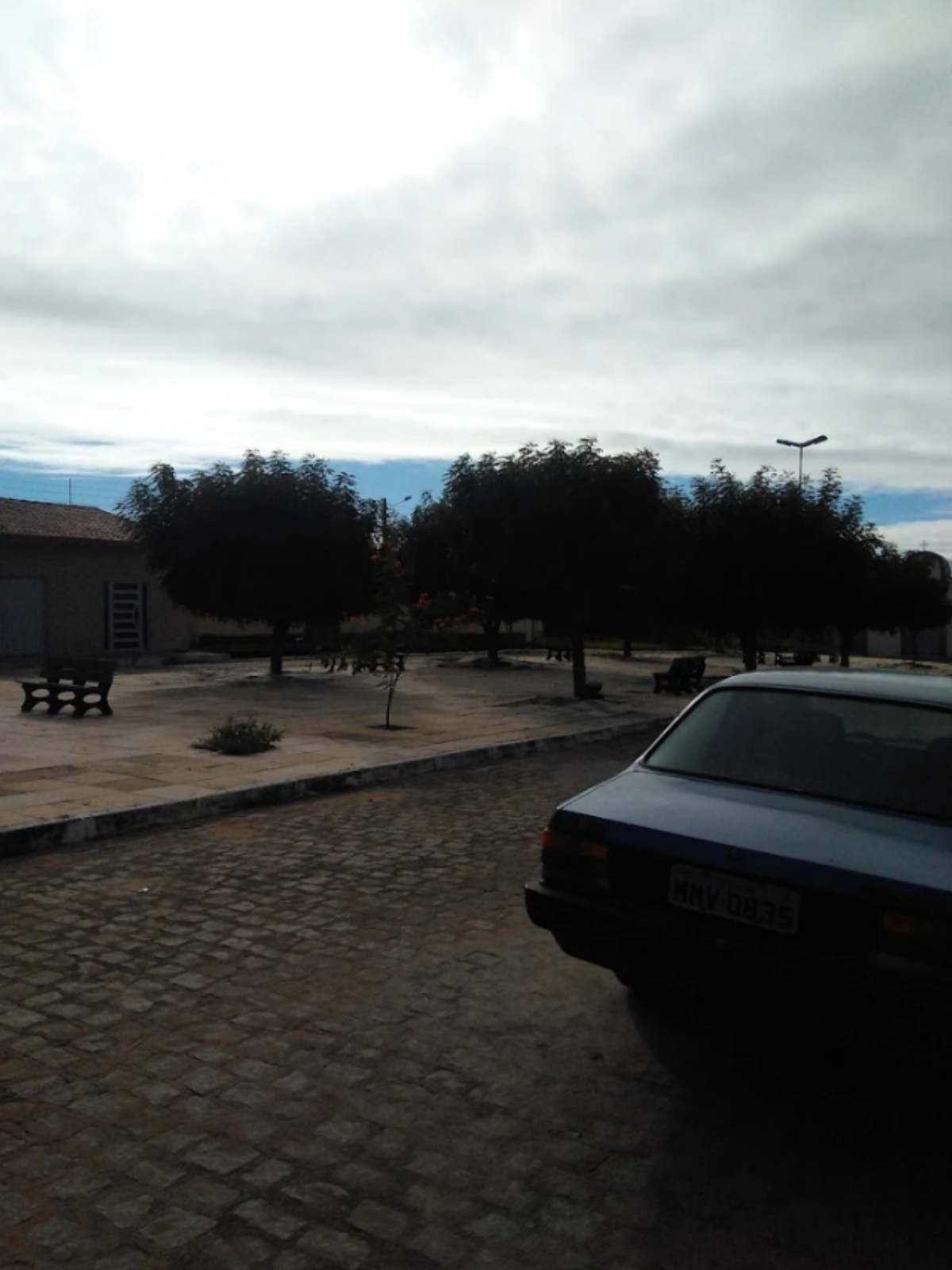
Imagem da Praça Júlia Pereira de Souza, em Sítio Pimenteira.

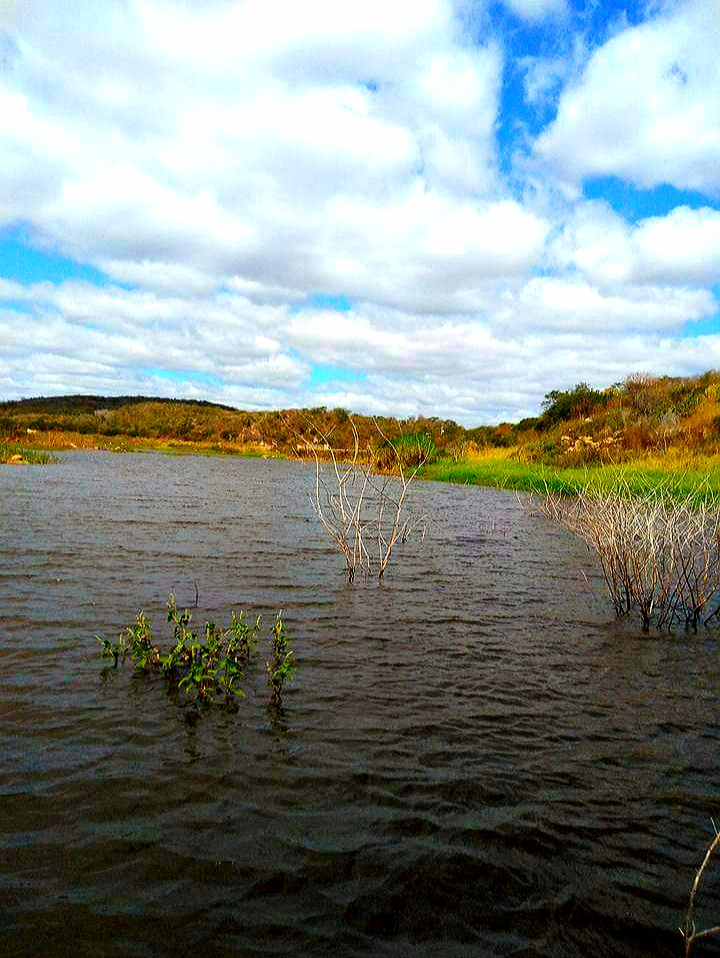
Açude no distrito de Piedade.

Embora o distrito seja rural, possui uma variedade de atrações turísticas e pontos de referência tanto naturais quanto artificiais, um exemplo é as dezenas de açudes que fazem parte da região.
Entre os pontos de referência artificiais, encontram-se a Igreja de Cristo Pentecostal Internacional, no povoado de Piedade, e a Igreja de Pimenteira, no sítio de mesmo nome. Também no Sítio Pimenteira, há uma praça denominada Praça Júlia Pereira de Souza, é constituída por dezenas de cerâmicas feitas de cimento e ao menos 12 árvores plantadas, além de 2 postes de iluminação, um orelhão e 6 bancos de madeira espalhados pelos seus quase 600m² de área.
O distrito, por ser em maior parte rural, abrange dezenas de chácaras que podem ser alugadas ou visitadas, o que chama a atenção dos turistas. Oo Sítio Lagoa de Dentro, localizado na divisa com a Paraíba, lá recebendo o nome de Sítio Fava de Cheiro, é procurado principalmente por conta das suas moradias.
O local também conta com algumas barragens e rios que transportam água para elas, um exemplo são as barragens de Piedade, Mãe d'Água, Santa Rita e Caramucuqui. O Sítio Mãe d'Água além disso possui uma cachoeira próxima à sua represa, a última sendo utilizada como lugar de pesca por alguns moradores locais.

## Demografia

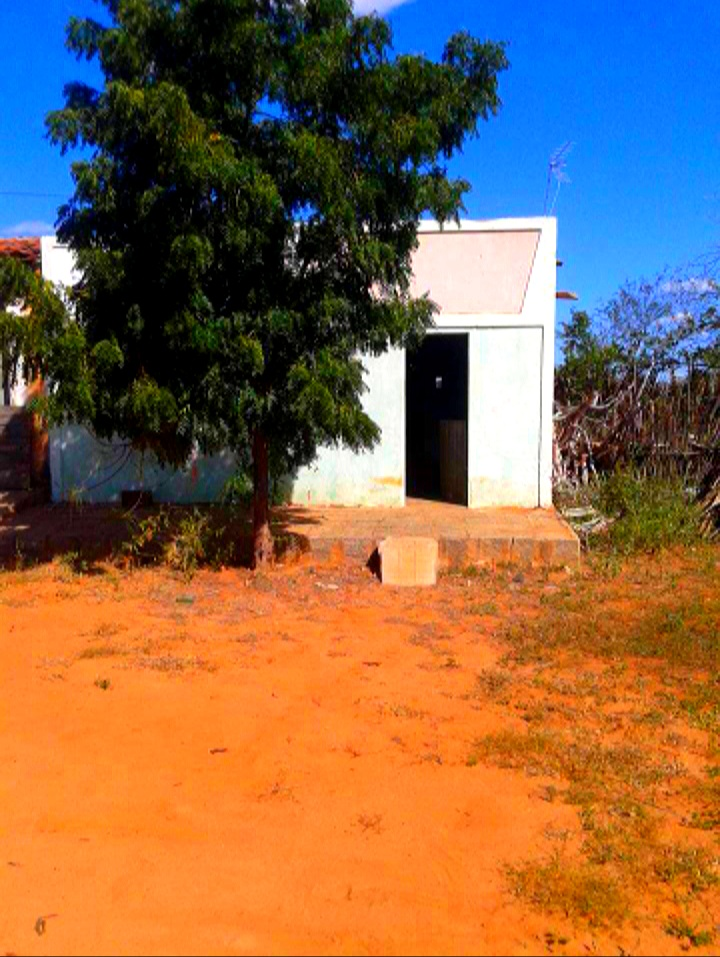
Grupo de casas abandonadas em sítio entre Mãe d'Água e Sítio Pimenteira.

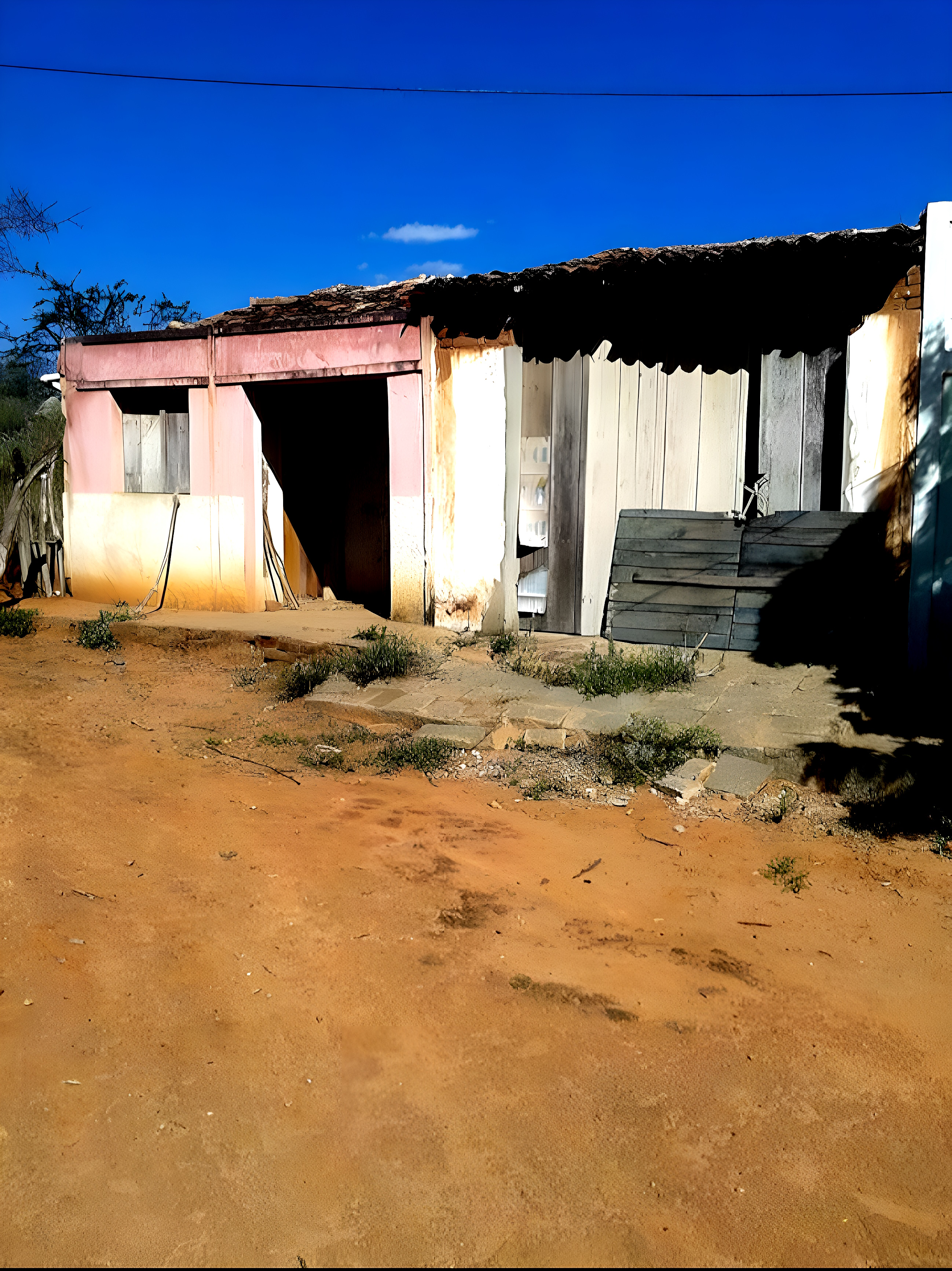
Grupo de casas abandonadas em sítio entre Mãe d'Água e Sítio Pimenteira.

A maior parte dos seus habitantes trabalham com agricultura, pecuária, agropecuária ou trabalhos simples, principalmente por muitos morarem na zona rural, onde não há tantas oportunidades de emprego quanto na área urbana. O distrito-sede também não conta com muitos serviços, então os residentes preferem trabalhar em cidades vizinhas ou viajar para outros estados. Esse é o motivo de haver tantas casas vazias e sítios abandonados pelo município.
O distrito de Piedade também conta com escolas, mas em pouca quantidade, sendo a mais conhecida: Escola Municipal Paulino Amaro Cordeiro. Como não há escolas de ensino médio no povoado, os estudantes dessa fase buscam estudar no distrito-sede de Itapetim ou no município de Brejinho.

### Religião
A população de Piedade do Ouro é predominantemente cristã, com a Nossa Senhora da Piedade sendo a padroeira local. O distrito celebra anualmente a tradicional festa de Nossa Senhora da Piedade, que geralmente ocorre em outubro, embora possa variar dependendo das condições. A celebração é realizada pelo Governo Municipal, através da Secretaria de Cultura, Esportes e Turismo, e conta com a participação de diversos cantores regionais. Esses, na maior parte das vezes, costumam cantar o estilo musical forró e suas variantes.

## História

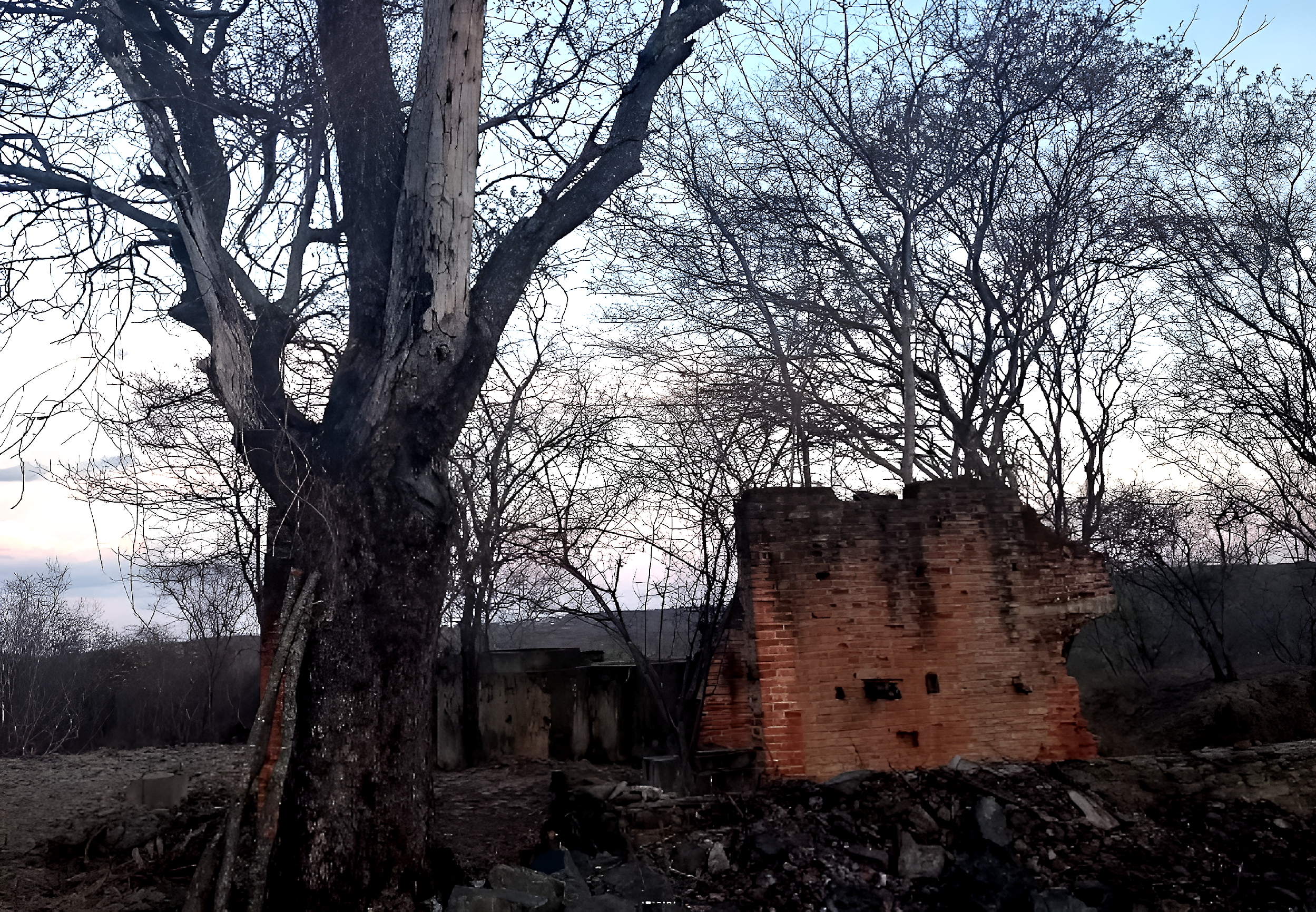
Usina de ouro abandonada no Sítio Pimenteira

Acredita-se que as primeiras residências no distrito tenham surgido por volta do século XVIII, quando o município de Itapetim era habitado por uma tribo indígena denominada Babicos. Até meados do século Século XX, o logradouro possuía pouquíssimos habitantes e praticamente nenhum reconhecimento.
Na década de 1940, foi descoberta a existência de uma mina de ouro próxima à barragem do povoado de Piedade, a qual trouxe esperança de que o garimpo, principalmente o metal, seria a principal fonte de riqueza da região. Ela era tida como a terceira maior do Brasil, atraindo dezenas e até centenas de pessoas para o povoado que, até então, recebia pouca atenção do município.
O grande fluxo migratório vindo de diversas partes do país fez com que os garimpeiros que trabalhavam na mina tivessem de procurar abrigo em sítios e comunidades rurais próximas ao local. Pimenteira, por exemplo, foi um dos principais vilarejos escolhidos pelos trabalhadores, principalmente pela sua proximidade e facilidade de acesso. O povoado de Placas de Piedade também surgiu da mesma forma.
Conforme as escavações prosseguiam, foi descoberto que a extração era economicamente inviável. O que se extraía, geralmente em pouca quantidade, não compensava os altos custos de infraestrutura, transporte e equipamentos.  Em 1984, houve tentativas de recuperar o minério em Piedade do Ouro e em Itapetim, mas sem sucesso. Em 1985, a mina foi desativada e abandonada, restando somente as suas ruínas, que podem ser visitadas até hoje.
Apesar do fechamento da Mina de Ouro de Piedade, a busca pelo ouro continuou em Itapetim entre os anos 80 e 90, com o Projeto Itapetim, que visava explorar os minérios contidos principalmente em outras áreas do município, além de Brejinho e da Serra do Teixeira, o último sendo escolhido para a construção de trincheiras. No Sítio Pimenteira, também há evidências de exploração do ouro a partir das ruínas de uma antiga usina abandonada.

### O projeto de pavimentação

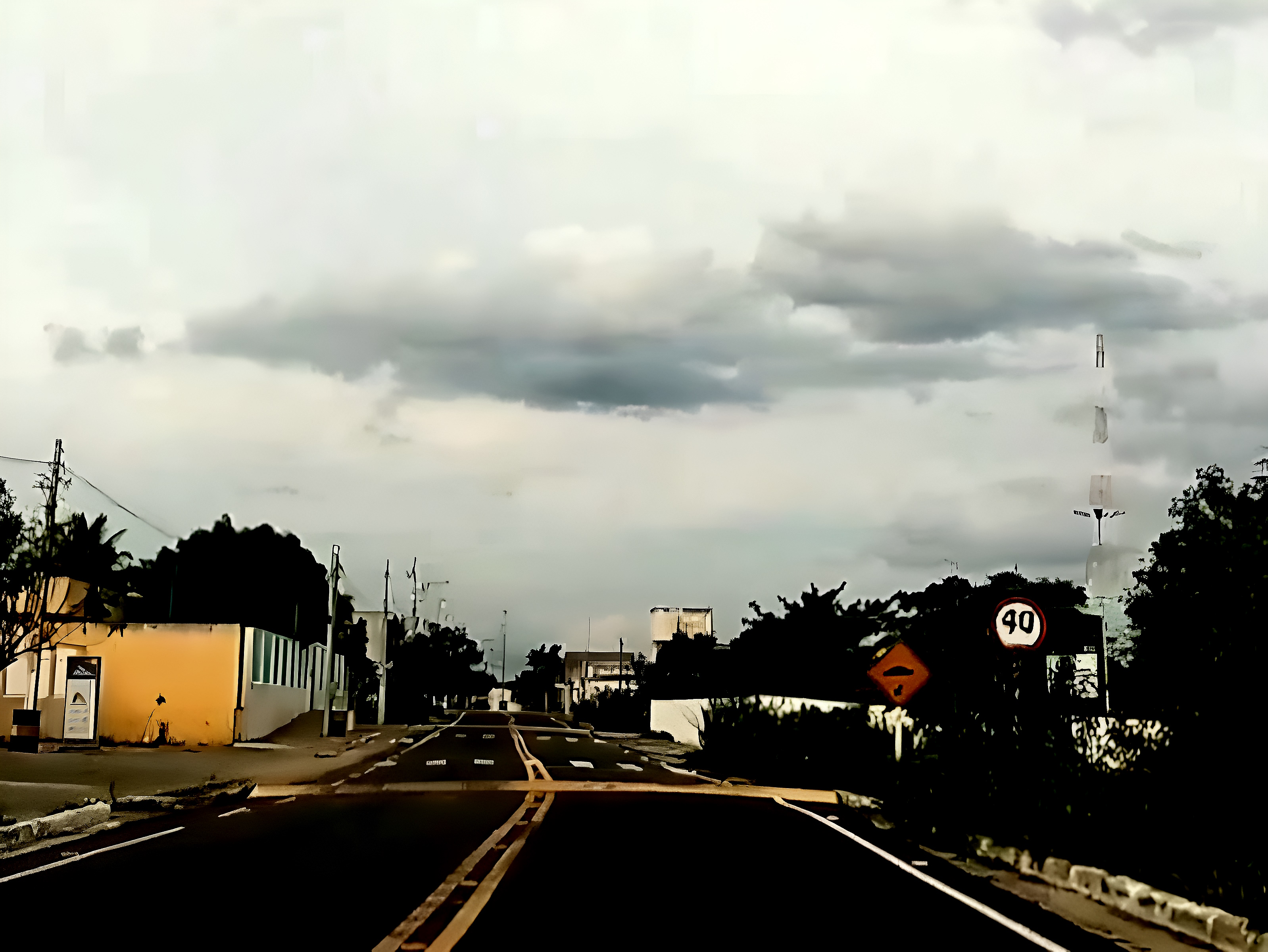
Trecho que havia sido pavimentado e asfaltado entre a PE-275 e o povoado de Piedade.

Em meados do ano de 2020, a prefeitura de Itapetim iniciou a pavimentação de um trecho de 2,77km que se estendia desde a PE-275 até a academia do povoado de Piedade, o qual foi batizado de Rodovia José Soares da Silva. A obra só foi concluída em agosto de 2022 e custou R$1,2 milhão.